# Glen Mervyn
Glen Alexander Mervyn (17. februar 1937 - 18. marts 2000) var en canadisk roer fra Vancouver.
Ved OL 1960 i Rom vandt Mervyn en sølvmedalje, som del af den canadiske otter. Canada kom ind på andenpladsen i finalen, 4,34 sekunder efter guldvinderne fra Tyskland. Tjekkoslovakiet vandt bronze, 3,32 sekunder efter canadierne. De øvrige medlemmer af den canadiske båd var Donald Arnold, Walter D'Hondt, Nelson Kuhn, David Anderson, Archibald MacKinnon, Bill McKerlich, John Lecky og styrmand Sohen Biln.
Mervyn var, ligesom de øvrige medlemmer af canadiernes 1960-otter, studerende ved University of British Columbia i Vancouver.

## OL-medaljer
- 1960:  Sølv i otter